# Continoom (zenekar)
A Continoom magyar, fúziós stílusú pop-rock zenekar. A Tűzmadár frontembere, Schrott Péter által alapított zenekar a stílusok egyedi fúziójával dolgozik.

## Története
A Continoom zenekar 2014-ben indult, Schrott Péter szólóprojektjeként. A debütáló dal, az Enlighten jó alap volt egy új stílus indításához. 2014 novemberében megjelent a Poison videóklip, ami egy nagy volumenű produkció, sok statisztával, táncosokkal, színészekkel. 2015 márciusában megjelent az Angyalokkal játszó videóklip, amit Fekete Tímeával együtt készítettek. Egy felhívás az autizmussal élők világára. Ezt a dalt április 2-án, az autizmus világnapján egy flashmobsorozaton mutatták be Budapest legforgalmasabb terein.
2015 márciusában Schrott Péter elérkezettnek látta az időt, hogy maga mögé egy ütőképes zenekart keressen. Rohoska Gábor és Svajcsik Péter beszállásával a szólóprojektből zenekar alakult. Az első „kísérleti” koncertek még dob nélkül mentek le, de közös megegyezésre meghallgatást szerveztek a dobos posztra. A választásuk Gieszer Zsoltra esett. 2018-ban Svajcsik Péter Amerikába ment, Erdős Róbert vette át a helyét. Svajda Péter is 2018-ban érkezett a zenekarba, mint új dobos, majd 2020-ban Ujj Árpád veszi át a posztot, amivel megszilárdul a felállás, és megjelenik a Not My War videoklip, ami az eddigi legmodernebb, leglátványosabb videója a zenekarnak. 

## Stílus
A Continoom sokféle zenei stílus ötvözeteként, fúziójaként látott napvilágot. A zenekar érdekesen ötvözi a rock, pop, dubstep, drum and bass elemeket, és egy kiforrott, de mégis teljesen új, slágeres hangzást hozott napvilágra.

## Mérföldkövek a Continoom életében

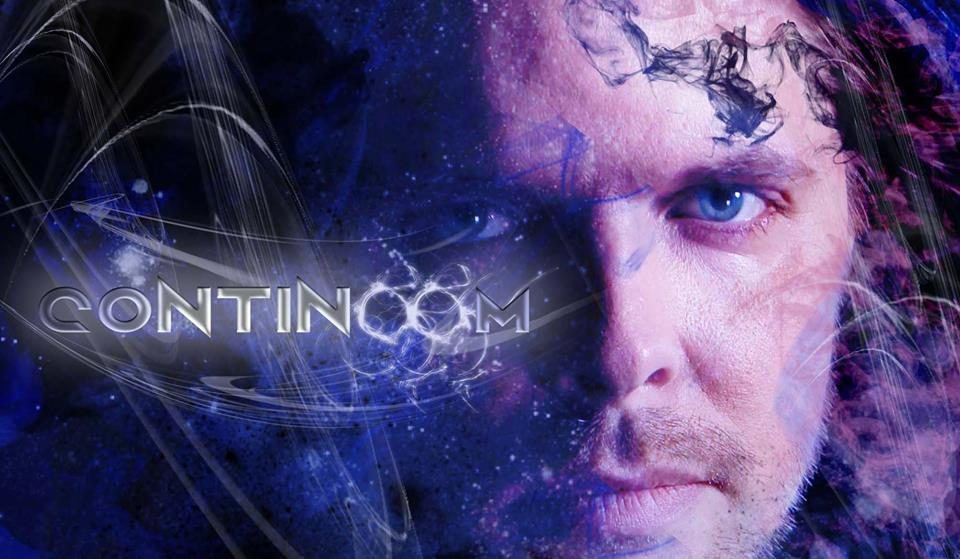
Schrott Péter – Continoom, 2014

- A Metal Hammer 2014 júniusában kiadja a Continoom első dalát, ami az Enlighten volt
- Debütálás a Moby Dick előzenekaraként 2014 novemberében
- A Continoom Silverblade endorser lett 2015 márciusában
- A Leander Rising előzenekaraként fellépés a Barba Negra Track-ben 2015 júniusában
- 2016 és 2017 – fellépés A Metal Hammer fesztiválokon a Barba Negra Track-ben
- 2017 decemberében a Barba Negra Clubban A Tankcsapda előzenekaraként játszottak
- Fellépés az Ukk&Roll feszten 2018 júniusában
- Fellépés a Rockmaratonon 2018 júniusában
- Fellépés a 2018 Halász-Rock Fesztiválon
- Fellépés az V. Rock On Festen a Barba Negra Trackben
- 2019 február - Megjelenik a Not My War nagylemez
- 2020 január - Screm My name videoklip publikálása
- 2020 július - a Not My War videoklip megjelenésével a zenekarnak már 10 videoklipje van

## Tagok
Jelenlegi felállás
- Schrott Péter – alapító énekes, dalszerző
- Rohoska Gábor – basszusgitár, vokál
- Erdős Róbert – gitár, vokál
- Ujj Árpád - dobok

## Diszkográfia
- Enlighten (single, 2014. június)
- Tear Down The Walls (EP, 2015. május)
- Not My War (2019. február)